# 核酸増幅検査
核酸増幅検査（かくさんぞうふくけんさ、英: Nucleic acid Amplification Test、NAT）とは、輸血製剤に生体内由来の病原体が存在したか、いま存在しているかを確認するための遺伝子増幅反応を用いた検査法。一般にNATと呼ばれることが多い。従来はPCR（RNAウイルスに対してはRT-PCR）による増幅が主流だったが、近年ではリガーゼ連鎖反応、TMA（Transcription Mediated Amplification）、NASBA（Nucleic Acid Sequence-Based Amplification）など様々な核酸増幅法が開発されている。

## 概要
血中のウイルスは検査で検出できないウインドウピリオドと呼ばれる時期がある。抗体検査よりウインドウピリオドが短いNATを導入することにより輸血後の感染リスクを軽減させることができる。
| ウイルス | 抗体検査のウインドウピリオド | NATのウインドウピリオド |
| -------- | ---------------------------- | ----------------------- |
| HIV      | 22日間                       | 約11日                  |
| HCV      | 82日間                       | 約23日                  |
| HBV      | 59日間                       | 約34日                  |
| HTLV-1   | 51日間                       | 施行せず                |